# 進騰集團
進騰集團有限公司，簡稱進騰集團（港交所：02011），是在1989年以南海鴻基拉鏈廠成立，由創辦人及董事長許錫鵬。主要經營生產拉鏈產品，主要品牌為「KEE拉鏈」，廠房則位於佛山市南海區。
2010年12月31日，開易控股以發行招股價為1.33港元，集資額1950萬港元，發行股數1500萬股，以15%超額配股權，2011年1月12日於香港交易所主板上市。同時只會專注生產拉鏈業務，因為過往在投資內地股票，而出現嚴重虧損。
2013年11月15日開易控股公布，其間接全資附屬以1,997萬元向億京發展購買九龍灣常悅道1號、1A號及1B號16樓B室，另須承擔相關印花稅約150萬元。集團指，收購事項將為集團提供機會應付未來業務擴展，以及節省大量租金開支。
2020年1月15日開易控股公布，公司英文名稱已由「KEE Holdings Company Limited」更改為「China Apex Group Limited」，中文名稱已由「開易控股有限公司」更改為「中國恒泰集團有限公司」，均自2019年11月22日起生效。
2024年3月21日，中國恒泰集團有限公司公佈，公司英文名稱已由“China Apex Group Limited”更改爲“Gilston Group Limited”，中文名稱已由“中國恒泰集團有限公司”更改爲“進騰集團有限公司”。

## 外部連結
- KEE.com.cn（页面存档备份，存于）